# Даниел Фонсека
Даниел Фонсека Гарис (на испански: Daniel Fonseca Garis) е бивш уругвайски футболист, роден на 13 септември 1969 г. в Монтевидео. Мениджър на футболисти. За националния отбор има 30 мача и 10 гола и е участник на СП 1990.

## Кариера
Фонсека започва кариерата си в Насионал Монтевидео през 1988 г. Там изиграва 14 мача, вкарва три гола и печели Рекопа Судамерикана, южноамерикандсия еквивалент на Суперкупата на Европа. През 1990 г. отива в Европа, където първо играе за Каляри, след това изиграва страхотни два сезона с Наполи, вкарвайки 31 гола в 50 мача. После преминава в Рома, където обаче не може да се наложи като титуляр и остава в сянката на аржентинската звезда Абел Балбо. Престоят му в Ювентус през периода 1997-2000 също не е особено успешен и след контузия, заради която пропуска целия сезон 1999/2000, е продаден на Ривър Плейт. Там отново не успява да се наложи и въпреки успехите, които постига отбора, след кратък престой в Насионал, Фонсека се връща в Италия, този път в Комо, където играе за едноименния отбор. През 2003 г. се отказва от футбола. Като причина изтъква, че треньорът не разчита на него и не иска да печели пари, без да се изпотил за да ги заработи.
Головата му сметка в италианската Серия А е впечатляваща, особено като се има предвид, че в Рома и Ювентус по-често не е титуляр. Въпреки това печели славата на златна резерва, вкарвайки немалко важни голове след влизането си в игра.

## Успехи

### Клубни
Насионал
- Рекопа Судамерикана: 1989
- Примера Дивисион де Уругвай: 2002

Ювентус
- Серия А: 1997-98
- Суперкупа на Италия: 1997
- Купа Интертото: 1999

### Международни
Уругвай
- Копа Америка: 1995